# Xã Cumru, Quận Berks, Pennsylvania
Xã Cumru (tiếng Anh: Cumru Township) là một xã thuộc quận Berks, tiểu bang Pennsylvania, Hoa Kỳ. Năm 2010, dân số của xã này là 15.147 người.